# La Voz de Vizcaya
La Voz de Vizcaya fue un periódico editado en Bilbao en 1880.

## Descripción
Habría nacido a últimos de diciembre de 1879 o primeros de enero de 1880, fundado por Estanislao Jaime de Labayru, que también lo dirigió en un principio. Férreo defensor de la causa legitimista, tuvo entre sus colaboradores a José de Selgas. En algún momento, asumió la dirección un Balbuena, que Navarro Cabanes aventura que podría ser Antonio de Valbuena. Tuvo como redactor jefe a Juan de la Cruz Elizondo. Perseguido por la justicia, desaparecería en el mismo año de su fundación y se vería sustituido a comienzos del siguiente por Lau-Carú.